# Donne ch'avete intelletto d'amore
Donne ch'avete intelletto d'amore è una canzone di soli endecasillabi di Dante Alighieri, contenuta nel XIX capitolo della Vita Nova.

## Struttura e temi
Donne ch'avete costituita da 70 versi endecasillabi divisi per cinque stanze col seguente schema metrico: ABBC ABBC CDDCEE; nel secondo libro del De vulgari eloquentia il poeta citerà questo tipo di struttura metrica come una delle più alte, prendendo la canzone in questione come l'exemplum dello stile solenne (VE II, 8.8 e 12.3). Di seguito si riporta la prima stanza:
i' vo' con voi de la mia donna dire,

non perch'io creda sua laude finire,

ma ragionar per isfogar la mente.

Io dico che pensando il suo valore,

Amor sì dolce mi si fa sentire,

che s'io allora non perdessi ardire,

farei parlando innamorar la gente.

E io non vo' parlar sì altamente,

ch'io divenisse per temenza vile;

ma tratterò del suo stato gentile

a rispetto di lei leggeramente,

donne e donzelle amorose, con vui,

ché non è cosa da parlarne altrui.»
(Dante Alighieri, Vita Nuova, XIX)
Si tratta del componimento manifesto dello stile della loda, innovazione poetica di Dante costituente il superamento della stagione cavalcantiana, e che interessa i capitoli centrali del libello giovanile. Nel Purgatorio a Bonagiunta Orbicciani saranno attribuite le parole Ma dì s'i' veggio qui colui che fore/trasse le nove rime, cominciando/Donne ch'avete intelletto d'amore (Pg XXIV, vv.49-51): l'Alighieri è dunque autore di "rime nuove" che costituiscono un concreto scarto rispetto alla tradizione precedente e ai contemporanei.
Secondo le parole di Guglielmo Gorni, con questa canzone Dante passa dalla poesia comunicazione, legata strettamente al saluto dell'amata, alla poesia celebrazione, in cui il poeta, direttamente ispirato da Amore (la mia lingua parlò quasi come per se stessa mossa dice nell'introduzione in prosa), trova appagamento dalla lode stessa della propria donna.
Cambia anche il destinatario: Dante individua subito il suo pubblico nelle donne e, tra di esse, in quelle che hanno intelletto (piena conoscenza, esperienza) d'amore, sempre più inteso come amore caritas.
Chiaro è poi il tributo a quello che Dante nella Commedia riconosce come padre dello stilnovo, Guido Guinizzelli, per mezzo di richiami evidenti al sonetto Io vogli' del ver la mia donna laudare.